# Copa Fares Lopes 2018
In 2018 werd de negende editie van de Copa Fares Lopes gespeeld voor voetbalclubs uit de Braziliaanse staat Ceará. De competitie werd georganiseerd door de FCF en werd gespeeld van 25 augustus tot 4 november. Ferroviáro werd kampioen en mocht daardoor aantreden in de Copa do Brasil 2019. 

## Eerste fase
| Plaats | Clu         | Wed. | W | G | V | Saldo | Ptn. |
| ------ | ----------- | ---- | - | - | - | ----- | ---- |
| 1.     | Ferroviário | 7    | 4 | 1 | 2 | 13:8  | 13   |
| 2.     | Iguatu      | 7    | 3 | 4 | 0 | 10:6  | 13   |
| 3.     | Caucaia     | 7    | 3 | 3 | 1 | 8:5   | 12   |
| 4.     | Horizonte   | 7    | 2 | 4 | 1 | 4:3   | 10   |
| 5.     | Pacajus     | 7    | 2 | 2 | 3 | 8:9   | 8    |
| 6.     | Fortaleza B | 7    | 2 | 1 | 4 | 9:13  | 7    |
| 7.     | Floresta    | 7    | 1 | 4 | 2 | 9:11  | 7    |
| 8.     | Ceará B     | 7    | 0 | 3 | 4 | 1:7   | 3    |

|  | Geplaatst voor tweede fase |

## Tweede fase
In geval van gelijkspel gaat het team met het beste resultaat in de competitie door.
|  | halve finale | halve finale | halve finale | halve finale |  |             | finale | finale | finale | finale |
|  |              |              |              |              |  |             |        |        |        |        |
|  |              |              |              |              |  |             |        |        |        |        |
|  | Horizonte    | 0            | 3            | 3            |  |             |        |        |        |        |
|  | Ferroviário  | 2            | 2            | 4            |  |             |        |        |        |        |
|  |              |              |              |              |  | Ferroviário | 0      | 3      | 3      |        |
|  |              |              |              |              |  | Caucaia     | 1      | 1      | 2      |        |
|  | Caucaia      | 2            | 4            | 6            |  |             |        |        |        |        |
|  | Iguatu       | 0            | 1            | 1            |  |             |        |        |        |        |

## Kampioen
| Copa Fares Lopes de 2018        |
| Fortaleza                       |
| ------------------------------- |
| FERROVIÁRIO Kampioen (1° titel) |